# King Island Airlines
King Island Airlines — небольшая австралийская региональная коммерческая авиакомпания, базирующаяся в аэропорту Мураббин, расположенном недалеко от Мельбурна (штат Виктория, Австралия). Она принадлежит компании Matakana Nominees Pty Ltd и специализируется в полётах на остров Кинг (штат Тасмания, Австралия), расположенный в Бассовом проливе у северо-западной оконечности острова Тасмания.

## Воздушный флот

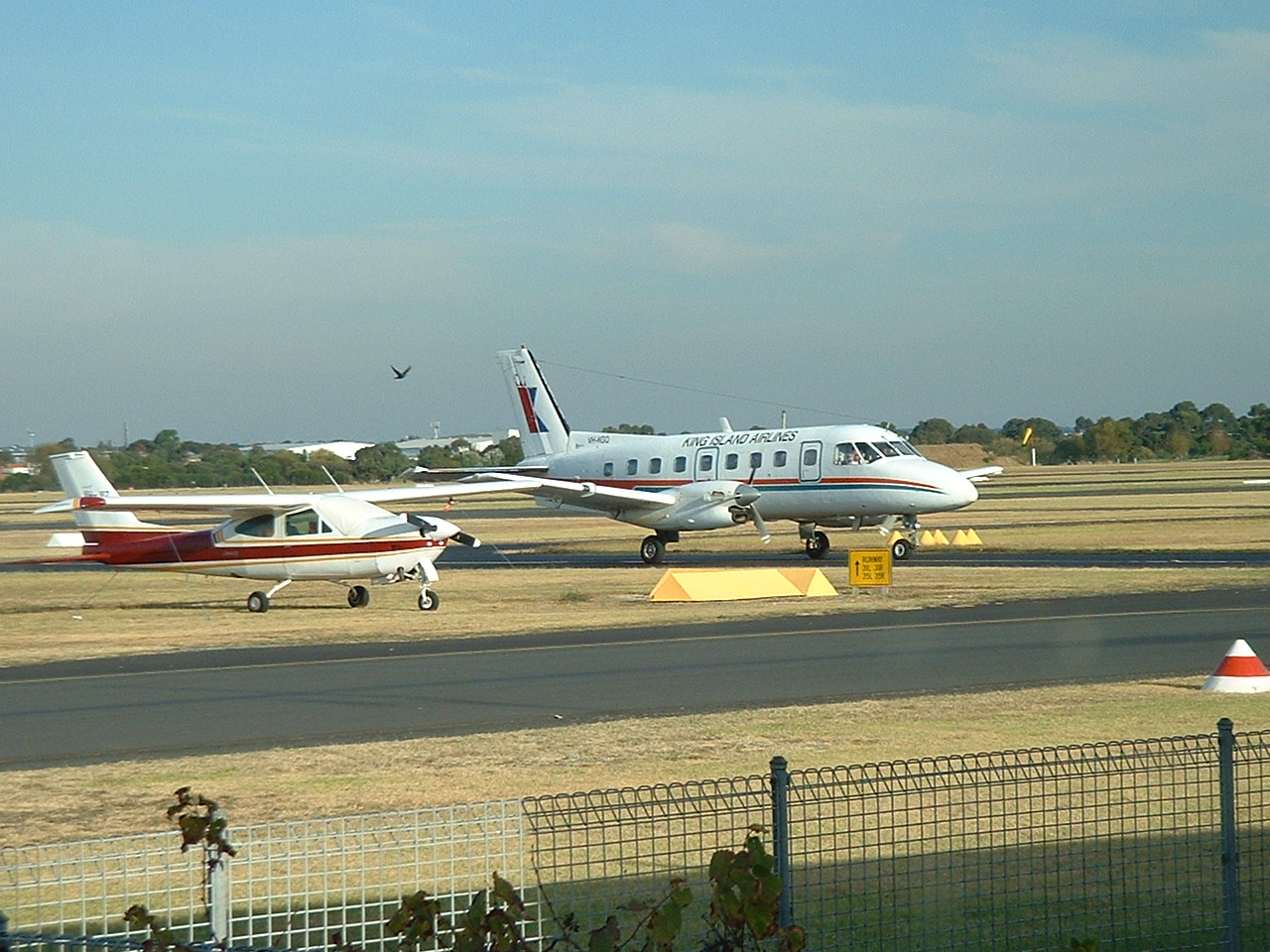
Самолёт авиакомпании King Island Airlines в аэропорту Мураббин

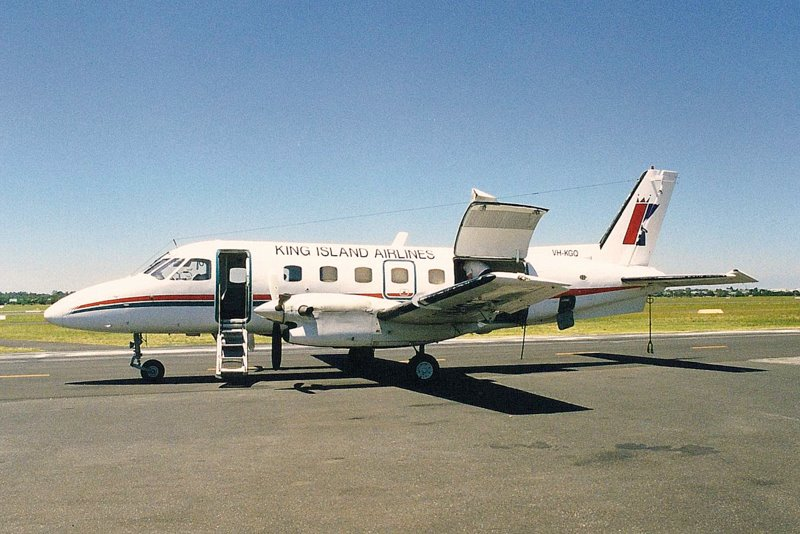
Embraer EMB 110 Bandeirante авиакомпании King Island Airlines

По состоянию на февраль 2015 года воздушный флот авиакомпании King Island Airlines составляли следующие самолёты:

## Маршрутная сеть
В феврале 2015 года маршрутная сеть регулярных пассажирских перевозок авиакомпании King Island Airlines включала в себя следующие пункты назначения:
| Город             | Страна    | ИАТА | ИКАО | Аэропорт             |
| ----------------- | --------- | ---- | ---- | -------------------- |
| Мельбурн-Мураббин | Австралия | MBW  | YMMB | аэропорт Мураббин    |
| Остров Кинг       | Австралия | KNS  | YKII | аэропорт Кинг-Айленд |

На февраль 2015 года, King Island Airlines осуществляла 12 полётов в неделю между аэропортами Мураббин и Кинг-Айленд (по два полёта в будние дни, и по одному в субботу и воскресенье). Полёт в один конец занимает примерно 45 минут.
Кроме King Island Airlines, в аэропорт острова Кинг осуществляют регулярные рейсы авиакомпании Regional Express Airlines (из Мельбурна), Tasair (из Девонпорта) и Airlines of Tasmania (из Берни).